# Lonnie
Lonnie (bürgerlich Klaus Heilbronner) ist ein deutscher Sänger und Rundfunkjournalist.

## Leben
Er wuchs im ehemaligen amerikanischen Sektor von Berlin auf. In den 1960er Jahren war Lonnie Leadsänger der von amerikanischen Soldaten gegründeten Country Band Berlin Ramblers, der wichtigsten Countryband der geteilten Stadt. 1967 und 1968 hatte die Band an jedem Sonnabendnachmittag eine halbstündige Live-Sendung im Soldaten-Fernsehsender AFNTV. Die Shows resultierten in einem Plattenvertrag (siehe Diskographie). Ihre Songs wurden auch im Radio gespielt und vom Regisseur Rainer Werner Fassbinder gehört. Dieser verwendete die Ramblers-Version des Tommy-Collins-Titels High On A Hilltop als musikalisches Leitmotiv in seinem Film Die Sehnsucht der Veronika Voss, so auch in der Schlussszene. Der Film gewann auf der Berlinale 1982 den Goldenen Bären.
Bundesweite Bekanntheit errang Lonnie 1985 jedoch mit dem Lied Angelika, dessen Text sich auf Angelika Unterlauf, die Sprecherin der Aktuellen Kamera, der Hauptnachrichtensendung des Fernsehens der DDR, bezieht und dabei die deutsche Teilung thematisiert:
Liebst du Rosen, trinkst du Wein
 und trägst du gerne echte Jeans?
Hörst du manchmal ganz allein
im RIAS Rock und Evergreens?
Angelika, Angelika,
vom Fernseh’n in der DDR.
Du erscheinst zum Greifen nah
und doch bist du so fern,
Angelika.
Was sagt deine Kaderakte?
Warst du in der FDJ?
Hast du heimlich Westkontakte?
Fliegst du oft mit der Aeroflot?
Machen Plaste und Elaste
euch das Leben wirklich leicht?
Und hast du in deiner Kaste
mehr als andere erreicht?
Weinst du manchmal und verzagst?
Suchst du Trost und findest keinen?
Glaubst du, wenn du „Freiheit“ sagst,
dass wir dann dasselbe meinen?
(Textauszug)
Die im folgenden Jahr veröffentlichte Single An eine Berlinerin besingt metaphorisch die Berliner S-Bahn:

Sie ist rot-blond und hat sanfte Kurven,
dieses wohlgeratene Mädchen aus Berlin.
Für mich gibt’s keine Bessere,
nicht in London, nicht in Stockholm, nicht in Wien.
(Textauszug)
Politisch war daran, dass der Song auch viele S-Bahnhöfe nennt, die im damaligen Ost-Berlin bzw. in der DDR lagen: Und wir seh’n uns oft in Ostkreuz, Westkreuz, Pankow, Schöneberg, Grünau, Fürstenwalde, Tiergarten, Pichelsberg, Bernau, Bellevue, Friedenau, Neuenhagen, Werneuchen, Waidmannslust, Wittenau, Wilhelmshagen, Mönchmühle, Mahlsdorf, Charlottenburg, Südende, Hoppegarten, Königswusterhausen, Westend ... Die S-Bahn-Strecken auf West-Berliner Gebiet waren dagegen erst 1984 von der Deutschen Reichsbahn dem West-Berliner Senat übergeben worden und wurden seitdem in dessen Auftrag von der BVG betrieben.
Während dieser Zeit war Heilbronner Redakteur beim RIAS Berlin und wurde 1988 Chef des neu entwickelten O-Ton-Nachrichtenprogramms RIAS Aktuell, das seinerzeit neue journalistische Maßstäbe setzte. Nach der Auflösung des RIAS zog er nach Schweden, wo er weiterhin sowohl journalistisch als auch musikalisch tätig ist: Klaus „Lonnie“ Heilbronner arbeitet für das deutsch- und englischsprachige Programm von Radio Schweden International und ist Leadsänger der Countryband Lonnie & The Lonesome Riders. Er lebt überwiegend in Stockholm.

## Diskografie
mit den Berlin Ramblers 
Alben:
- 1967 Bonnie & Clyde (tip 633100)
- 1968 The Race Is On – Western & Country Music mit den Berlin Ramblers (tip 633148)
- 1969 Country & Western Live Book – The Berlin Ramblers (Doppelalbum Karussell 2652070)

Solo
Singles:
- 1985 Angelika / 300 Tage im Jahr (Gig 1001)
- 1986 An eine Berlinerin / S-Capade (Instrumental) (Gig 1002)